# Prunum amygdalum
Prunum amygdalum, tên tiếng Anh: almond marginella, là một loài ốc biển, là động vật thân mềm chân bụng sống ở biển trong họ Marginellidae, họ ốc mép.

## Miêu tả
Loài này có kích thước giữa 8 mm và 22 mm

## Phân bố
Chúng phân bố ở Đại Tây Dương dọc theo Tây Sahara và Guinea-Bissau.